# Princesse Ali (film, 1895)
Pour plus de détails, voir Fiche technique et Distribution.
Princesse Ali (Princess Ali), parfois nommé Princesse Ali du Caire, est un film américain réalisé par William Kennedy Laurie Dickson, sorti en 1895.

## Synopsis
Sur le plateau du premier studio de cinéma, le "Black Maria", construit par Thomas Edison à Orange, dans le New Jersey, Laurie Dickson, le premier réalisateur de films, enregistre avec la caméra Kinétographe une courte prestation de la « danseuse du ventre » Princesse Ali, membre de la troupe du Cirque Barnum & Bailey, accompagnée d’un batteur de bendir et d’un souffleur de zorna en habits traditionnels berbères (amazigh).

## Fiche technique
- Titre original : Princess Ali
- Titre français : Princesse Ali
- Autre titre français : Princesse Ali du Caire
- Réalisation : William Kennedy Laurie Dickson
- Photographie : William Heise
- Production : Edison Manufacturing Company
- Durée : 36 secondes
- Format : 35 mm, noir et blanc, muet
- Pays :  États-Unis
- Date de sortie : 1895

## Distribution
- La danseuse : « Princesse Ali »